# Regina King
Regina King, född 15 januari 1971 i Los Angeles, Kalifornien, är en amerikansk skådespelare.
King inledde sin karriär 1985 i den amerikanska sitcom-serien 227 vilket följdes av en roll i långfilmen Boyz n the Hood (1991). År 1996 blev hon uppmärksammad för sin biroll i Jerry Maguire.
Såväl 2015 som 2016 vann hon en Emmy Award i kategorin Bästa kvinnliga biroll i en miniserie för sin insats i American Crime. År 2018 tilldelades hon sin tredje Emmy Award, denna gång för insatsen i Seven Seconds. År 2018 medverkade hon i Barry Jenkins dramafilm If Beale Street Could Talk och tilldelades flera priser för sin insats, bland annat en Oscar för bästa kvinnliga biroll vid Oscarsgalan 2019 och en Golden Globe Award i samma kategori vid Golden Globe-galan 2019.
2008 var hon en av de kändisar som medverkade i will.i.ams video We Are the Ones som skapades för att stödja Barack Obamas valkampanj.

## Filmografi i urval
- 1991 – Boyz n the Hood
- 1993 – Poetic Justice
- 1994 – Det ljuva livet i Alaska (TV-serie) (1 avsnitt)
- 1994 – Spanarna (TV-serie) (1 avsnitt)
- 1995 – Friday
- 1995 – Livets hårda skola
- 1996 – Jerry Maguire
- 1998 – Enemy of the State
- 1998 – Joe - jättegorillan
- 1998 – När Stella fick tillbaka lusten
- 2000 – Mitt liv, mitt val 2
- 2001 – Down to Earth
- 2003 – Dagispapporna
- 2003 – Legally Blonde 2
- 2004 – En askungesaga
- 2004 – Ray
- 2005 – Miss Secret Agent 2
- 2005–2014 – The Boondocks (TV-serie) (röst)
- 2006 – Myrmobbaren (röst)
- 2007 – Year of the Dog
- 2007 – 24 (TV-serie)
- 2009–2013 – Southland (TV-serie)
- 2013–2017 – The Big Bang Theory (TV-serie) (5 avsnitt)
- 2015 – The Leftovers (TV-serie)
- 2015–2017 – American Crime (TV-serie)
- 2018 – Seven Seconds (TV-serie)
- 2018 – If Beale Street Could Talk
- 2025 – Caught Stealing